# 19999 Depardieu
19999 Depardieu este o planetă minoră (asteroid) din centura de asteroizi. A fost descoperită pe 18 ianuarie 1991 la Observatorul din Haute-Provence de Eric Walter Elst și a fost numită după Gérard Depardieu. 
Obiectul prezintă o orbită caracterizată de o semiaxă mare de 2,2142779 UAi, o excentricitate de 0,05, o înclinație de 6,11315 ° în raport cu ecliptica.